# Campionato europeo individuale femminile di scacchi 2022
Il Campionato europeo individuale femminile di scacchi 2022 (nome ufficiale European Individual Women's Chess Championship 2022) fu un torneo di scacchi organizzato dalla Federazione scacchistica della Repubblica Ceca e dalla AVE CHESS agency Pardubice con il patrocinio dell'ECU. Si tenne a Praga dal 19 agosto al 1º di settembre del 2022 e assegnava il titolo di Campionessa d'Europa. Il torneo fu vinto dal grande maestro polacco Monika Soćko.
Il torneo dava diritto alla partecipazione alla Coppa del Mondo femminile di scacchi 2023 alle prime 9 classificate.

## Formula
L'iscrizione al campionato era aperta a tutti i giocatori iscritti a una delle federazioni appartenenti alle zone che erano comprese dalla numero 1.1 alla 1.10 (Europa). La formula era quella del sistema svizzero con 11 turni. La cadenza di gioco era di 90 minuti per le prime 40 mosse, 30 minuti aggiuntivi da mossa 41 e 30 secondi di incremento per mossa, partendo da mossa 1.

### Spareggi
La classifica dei parimerito veniva stabilita attraverso lo spareggio tecnico, secondo la seguente gerarchia:
1. Scontro/i diretto/i, se ce ne sono stati
2. Buchholz Cut 1
3. Buchholz
4. Numero di partite giocate con il nero
5. Numero di vittorie

### Montepremi
Il montepremi complessivo fu di 60 000 euro, dei quali 10 000 andarono alla vincitrice del torneo, 8 000 alla seconda e 6 000 alla terza, fino ai 1 000 del 20º classificato.

## Partecipanti
Di seguito le prime dieci partecipanti per punteggio Elo.
| Nr. | Nome                            | Elo  |
| --- | ------------------------------- | ---- |
| 1   | Nana Dzagnidze (Georgia)        | 2531 |
| 2   | Lela Javakhishvili (Georgia)    | 2476 |
| 3   | Antoaneta Stefanova (FIDE)      | 2472 |
| 4   | Nino Batsiashvili (Georgia)     | 2466 |
| 5   | Gunay Mammadzada (Azerbaijan)   | 2466 |
| 6   | Elina Danielyan (Armenia)       | 2441 |
| 7   | Monika Soćko (Polonia)          | 2423 |
| 8   | Anna Ušenina (Ucraina)          | 2423 |
| 9   | Ulviyya Fataliyeva (Azerbaijan) | 2413 |
| 10  | Jolanta Zawadzka (Polonia)      | 2412 |

## Classifica
Classifica dopo 11 turni (prime cinque posizioni):
| P. | Nome                              | Elo  | Punti | Perf. |
| -- | --------------------------------- | ---- | ----- | ----- |
| 1  | Monika Soćko (Polonia)            | 2423 | 8,5   | 2555  |
| 2  | Günay Məmmədzadə (Azerbaigian)    | 2466 | 8,0   | 2533  |
| 3  | Ulviyya Fataliyeva (Azerbaigian)  | 2413 | 8,0   | 2509  |
| 4  | Lilit Mkrtchian (Armenia)         | 2362 | 8,0   | 2478  |
| 5  | Aleksandra Mal'cevskaja (Polonia) | 2360 | 7,5   | 2495  |